# Diae El Jardi
Diae El Jardi (arabisch ضياء الجردي, DMG Ḍiyāʾ al-Ǧardī; * 13. Oktober 2000 in Meknès) ist eine marokkanische Tennisspielerin.

## Karriere
El Jardi begann mit sieben Jahren das Tennisspielen und bevorzugt Hartplätze. Sie spielte vorrangig auf der ITF Women’s World Tennis Tour, wo sie bislang zwei Doppeltitel gewinnen konnte.
2018 trat sie bei den Australian Open sowohl im Juniorinneneinzel als auch im Juniorinnendoppel an. Im Einzel unterlag sie Wong Hong-yi mit 5:7 und 3:6. Im Doppel unterlag sie mit Partnerin Gemma Heath der Paarung Gergana Topalowa und Daniela Vismane mit 2:6 und 1:6. Anschließend spielte sie ihr erstes Turnier auf der WTA Tour, als sie eine Wildcard für das Hauptfeld im Doppel des Grand Prix SAR La Princesse Lalla Meryem zusammen mit ihrer Partnerin Oumaima Aziz erhielt. Sie verloren aber bereits ihr Auftaktmatch in der ersten Runde gegen die Paarung Rebecca Peterson und Sara Sorribes Tormo mit 4:6 und 3:6.
Sie war Mitglied der Marokkanischen Fed-Cup-Mannschaft, wo sie  2016 und 2018 bei insgesamt acht Einsätzen von neun Matches zwei für sich entscheiden konnte, davon je ein Einzel und Doppel.

## Turniersiege

### Doppel
| Nr. | Datum             | Turnier    | Kategorie | Belag     | Partnerin             | Finalgegnerinnen                     | Ergebnis          |
| --- | ----------------- | ---------- | --------- | --------- | --------------------- | ------------------------------------ | ----------------- |
| 1.  | 16. November 2024 | Austin     | ITF W50   | Hartplatz | Thaisa Grana Pedretti | Whitney Osuigwe Alana Smith          | 6:2, 4:6, [14:12] |
| 2.  | 3. Mai 2025       | Boca Raton | ITF W35   | Sand      | Ayana Akli            | Despina Papamichail Gergana Topalowa | 7:61, 7:5         |

## College Tennis
El Jardi spielt seit 2019 für die Damentennis-Mannschaft Owls der Rice University.

## Privates
Diae ist die Tochter von Youssef El Jardi und Bouchra El Moufarej.